# 隆都镇
隆都镇是中国广东省汕头市澄海区下辖的一个镇。面积34平方公里，户籍人口7.4万人，下辖15个行政村。

## 行政区划
下辖以下地区：
店市社区、东山村、南溪村、上西村、后沟村、前沟村、樟籍村、前埔村、鹊巷村、福洋村、后埔村、下北村、上北村、后溪村和前美村。

## 交通
- G010 汕汾高速公路
- S231 安澄公路

## 中国传统村落
2012年，前美村被评为首批“中国传统村落”。

## 名人
- 许士杰：樟籍村人，曾任中国共产党海南省省委书记，海南经济特区的开拓者。
- 陈黉利：前美村人，著名实业家、金融家。

## 姓氏由來
邓姓， 其先祖明初自梅县松口迁来，为粤东邓姓始祖邓志斋之后代。邓原居于福建汀州宁化县石壁村。邓之一子于明初移居今澄海隆都镇邓厝村。
何姓， 先祖来自饶平北部山区，迁入现隆都镇何厝村，全村为何姓。
陈姓， 陈德谅，明朝年间，因元末明初战乱从福建诏安县溪南村迁入今汕头市澄海区隆都镇东山村。
金姓， 明洪武二年（1369），江南金陵人金民钦，字仲敬，号恭烈，因功在明室，授封千户后莅潮州任职。初占籍府城金山脚下。后金氏枝繁叶茂，子孙蕃衍迅速，成了旺族，金氏遂单姓立村，隆都镇后溪村。
朱姓， 朱姓村民是明朝嘉靖年间从饶平县海山镇迁来隆都镇前埔村，户数不多，为朱熹长子后代。
许姓， 许君辅，登宋理宗宝祐四年丙辰科进士，授福建漳州南靖县正堂。子二：长逢春，分居兴宁县大隆田，又分居于丰顺县神砂乡。次子逢文，由云路豹岗锦里徙澄海隆都，创樟籍村，分居风眼村、路外村。

## 风景

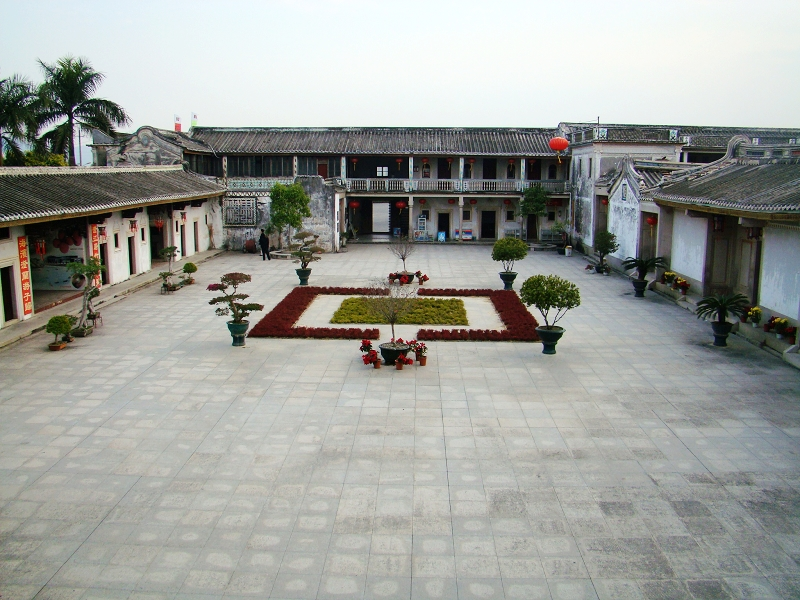
陈慈黉故居

- 陈慈黉故居：位于前美村，中华人民共和国广东省文物保护单位，汕头八景之一。